# Kuhnenkopf
Der Kuhnenkopf ist ein 530,9 m ü. NHN hoher Berg im südlichen Pfälzerwald. Er liegt im rheinland-pfälzischen Landkreis Südwestpfalz im Dahner Felsenland, das zum Wasgau gehört, der vom Südteil des Pfälzerwalds gebildet wird.

## Geographische Lage
Der Kuhnenkopf liegt am östlichen Rand der Gemarkung der Gemeinde Schönau. Die Entfernung nach Schönau beträgt etwa drei Kilometer Luftlinie, die nach Nothweiler nur 900 m. Der Berg ist Teil eines Bergrückens, der sich mit den Bergen Beißenberg (484,7 m), Kuhnenkopf, Schlossberg (570,9 m) mit der Wegelnburg und Schlossberg (551 m) mit der Hohenburg (Elsass) von Norden nach Süden über etwa vier Kilometer ausgehnt. Am unteren Osthang des Berges befindet sich das Naturschutzgebiet Zeppelinhalde.

## Zugang und Wandern
Der Berg ist vollständig bewaldet. Der kürzeste Aufstieg kann von Nothweiler vom Osten innerhalb von 30 Minuten erfolgen. Der Zugang vom Westen von Schönau aus geht über 4,5 km durch das Schwobtal. Über und um den Berg führen markierte Wanderwege des Pfälzerwald-Vereins. Lokale Wanderwege sind der Deutsch-französische Burgenweg, die Wegelburg-Tour und die Salztrippler-Tour. Zum Gipfel selbst führt ein schmaler Wanderpfad. Am Gipfel befindet sich eine Felsformation, die als Aussichtsplattform ausgebaut und über eine Leiter begehbar ist.

## Geschichte
Im Zusammenhang mit dem vor dem Zweiten Weltkrieg errichteten Westwall befand sich auf dem Kuhnenkopf ein in den Gipfelfelsen eingetiefter Beobachtungsstand, der teilweise mit einer Betondecke versehen war. Die Öffnung bot Platz für eine Person, deren Aufgabe es war, französische Aktivitäten im Litschbachtal zu überwachen. Heute finden sich noch Betonreste an der Öffnung, die nun mit einem Gitterrost abgedeckt ist.